# Suchan Kinoshita
Suchan Kinoshita (jap. スーチャン・キノシタ, Sūchan Kinoshita; * 9. November 1960 in der Präfektur Tokio, Japan) ist eine japanische Künstlerin. Ihre Familie ist Japanisch-Deutsch.
Von 1981 bis 1985 studierte sie an der Musikhochschule Köln zeitgenössisches Musiktheater. Von 1983 bis 1992 arbeitete Suchan Kinoshita als Schauspielerin und Regisseurin eigener Stücke am TAM, Krefeld. Von 1988 bis 1990 war sie an der Jan van Eyck Academie in Maastricht tätig und unterrichtete ein Postgraduales Studioprogramm. Von 1994 bis 1995 beteiligte sie sich an der PS1 New York Ausstellung der Museum of Modern Art (MoMA). 1998 kehrte sie zurück nach Maastricht und unterrichtete abermals an der Jan van Eyck Academie. Seit 2006 ist sie Professorin an der Kunstakademie Münster. Danach lebte sie für mehrere Jahre in Maastricht, Niederlande. Ihre Werke sind, unter anderem, im Bonnefanten Museum, Maastricht ausgestellt.
Momentan lebt und arbeitet sie in Brüssel, Belgien.

## Einzelausstellungen (Auswahl)
| Jahr | Name                                          | Ort                                            |
| ---- | --------------------------------------------- | ---------------------------------------------- |
| 1991 | De Fabriek (Factory)                          | De Fabriek, Eindhoven                          |
| 1991 | Open für N                                    | Theater am Marienplatz, Krefeld                |
| 1992 | 1993 Scenario, An Imaginary Piece             | Stadsgalerij Heerlen, Heerlen                  |
| 1996 | Stuff                                         | White Cube, London                             |
| 1996 | Stof (Dust)                                   | De Vleeshal, Middelburg                        |
| 1997 | Voorstelling (Performance)                    | Stedelijk Van Abbemuseum, Eindhoven            |
| 1998 | Exit                                          | Chisenhale Gallery, London                     |
| 1998 | Meaning is Most                               | SMAK Stedelijk Museum voor Actuele Kunst, Gent |
| 1999 | Parallele oder Hannah, wie man sie auch nennt | Städtisches Museum Abteiberg, Mönchengladbach  |
| 2002 | Het moet dinsdag ochtend zijn geweest         | Ellen de Bruijne Projects, Amsterdam           |
| 2002 | First marriage                                | M HKA, Antwerpen                               |
| 2006 | yukkurikosso yoi                              | Galerie Nadja Vilenne, Liège                   |
| 2007 | Das Fragment an sich (The Fragment in itself) | Ikon Gallery, Birmingham                       |
| 2007 | Skulptur.Projekte                             | Schauraum der Handwerkskammer, Münster         |
| 2010 | In 10 Minuten                                 | Museum Ludwig, Köln                            |
| 2011 | Suchan Kinoshita                              | Ellen de Bruijne Projects, Amsterdam           |
| 2011 | The Right Moment at the Wrong Place           | Museum de Paviljoens, Almere                   |
| 2011 | Stick Empathy                                 | MUDAM, Luxemburg                               |
| 2013 | Taking Place                                  | Hidde van Seggelen Gallery, London             |
| 2015 | Operation Theatre, A.VE.NU.DE.JET.TE          | Institut de Carton, Brüssel                    |
| 2023 | Architektonische Psychodramen                 | Westfälischer Kunstverein, Münster             |

## Gruppenausstellungen (Auswahl)
Neben mehreren Einzelausstellungen hatte Suchan Kinoshita auch einige Gruppenausstellungen.
| Jahr    | Name | Ort                             |
| ------- | --- | ------------------------------- |
| 2010/11 | KUB Arena: Ruth Buchanan \| Simon Fujiwara \| Suchan Kinoshita \| Falke Pisano \| Ian White \| Kooperative für Darstellungspolitik | Kunsthaus Bregenz               |
| 2012    | EXTRA MUROS: Tracés. Similarities and dissonants                                                                                   | Kringloopcentrale, Antwerpen    |
| 2012    | The collection XXXII – Personality Test + The Book Lovers                                                                          | M HKA, Antwerpen                |
| 2016    | See how the land lays | West in Huis Huguetan, Den Haag |
| 2016    | Art Brussels 2016 | Galerie Nadja Vilenne, Brüssel  |
| 2016    | Tokonoma dans From A to K | Museum M, Löwen                 |
| 2016    | Behind the curtain. Concealment and Revelation since the Renaissance. From Titian to Christo                                       | Museum Kunstpalast, Düsseldorf  |
| 2017    | Superdemocracy – The Senate of Things                                                                                              | de Senaat, Brüssel              |
| 2018    | EXTRA MUROS: Geel - Middle Gate II - The Story of Dymphna                                                                          | Stadt Geel                      |
| 2019    | Freedom - The Fifty Key Dutch Artworks Since 1968                                                                                  | Museum de Fundatie, Zwolle      |
| 2021    | EURASIA - A Landscape of Mutability                                                                                                | M HKA, Antwerpen                |